# Saint-Maurice-sur-Adour
Saint-Maurice-sur-Adour – miejscowość i gmina we Francji, w regionie Nowa Akwitania, w departamencie Landy.
Według danych na rok 1990 gminę zamieszkiwało 490 osób, a gęstość zaludnienia wynosiła 51 osób/km² (wśród 2290 gmin Akwitanii Saint-Maurice-sur-Adour plasuje się na 720. miejscu pod względem liczby ludności, natomiast pod względem powierzchni na miejscu 1090.).